# Michel Roques (Musiker)
Michel Andre Guy Roques (* 15. April 1936 in Toulouse; † 29. März 2007 in Orsay) war ein französischer Jazz-Saxophonist (Tenor), Klarinettist und Flötist (neben anderen Instrumenten).

## Leben und Wirken
Michel Roques war seit seinem 15. Lebensjahr blind und erlernte den Jazz autodidaktisch. Als diplomierter Krankengymnast beschloss er 1960 in Paris als Profimusiker zu leben und wurde rasch ein gefragter Sideman, u. a. von Claude Guilhot, Dominique Chanson und Georges Arvanitas. 1965 veröffentlichte er „Jazz on Bach“ mit René Urtreger, Jacques Thollot und Michel Gaudry bei Fontana. 1966 bildete er ein eigenes Trio, in dem der Schlagzeuger Franco Manzecchi und Henri Texier (kurze Zeit darauf Benoît Charvet, der der eigentliche Bassist werden sollte, und zuletzt Patrice Caratini) am Bass spielten. Mit dieser Formation nahm er in den folgenden fünf Jahren sieben Alben auf, darunter Safari, das ihm den Prix Django Reinhardt einbrachte. In dieser Zeit spielte er viel im Jazzclub „Blue Note“ in Paris, aber auch am Paris Jazz Festival und an der Nuit du Jazz. Weitere Festivals buchten sein Trio, wie z. B. in Antibes, Lille, Bilzen und Montreux (1969). Er begleitete u. a. Kenny Clarke, Bud Powell, Sonny Grey, Johnny Griffin, Dexter Gordon, Pony Poindexter, Pharoah Sanders (1968), Joe Henderson (1968).
Ab Mitte der 1970er Jahre wurde es ruhig um ihn, und ab den 1980er Jahren spielte er, zurück in Toulouse, in Duos mit Siegfried Kessler und Roger Guérin.
1969 erhielt Roques sowohl den Prix Django Reinhardt als auch den Solistenpreis auf dem Montreux Jazz Festival, auf dem er mit seinem Trio aufspielte. In der US-Zeitschrift Downbeat wurde er gleichfalls als „Talent Deserving Wider Recognition“ gelistet. Das Referendum der französischen Zeitschrift Jazz Hot wählte ihn 1970 zum besten Tenorsaxophonisten und sein Trio erhielt den zweiten Platz. 
Zwei Filmmusiken seines Trios entstanden für die Metro Golwin Meyer und Columbia.